# Neobisium ischyrum
Neobisium ischyrum är en spindeldjursart som först beskrevs av Luisa Eugenia Navas 1918.  Neobisium ischyrum ingår i släktet Neobisium och familjen helplåtklokrypare.

## Underarter
Arten delas in i följande underarter:
- N. i. balearicum
- N. i. ischyrum